# Пасодобль

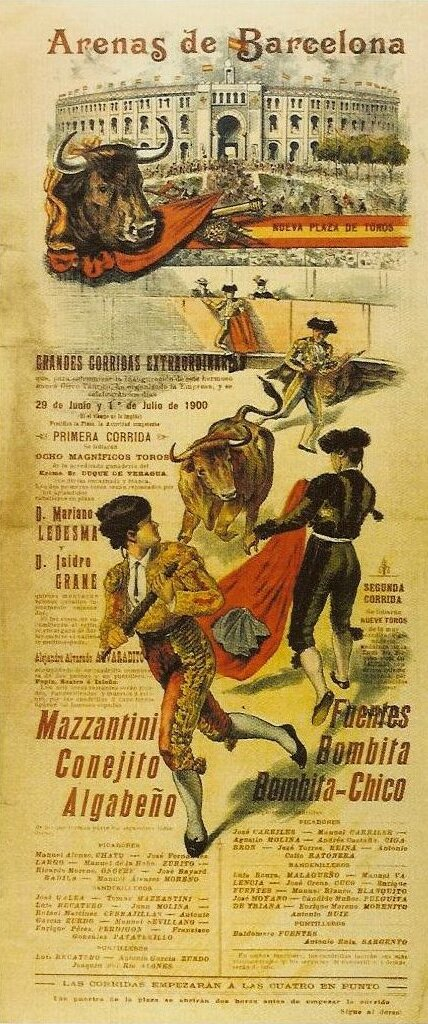
Афіша кориди

Пасодо́бль (ісп. Paso Doble «подвійний крок») — іспанський танець, що імітує рухи, які відбуваються під час кориди.
Початкова назва танцю — «один іспанський крок» (англ. Spanish One Step), оскільки кроки робляться на кожний такт. Пасодобль був одним з численних іспанських народних танців, пов'язаних з різноманітними аспектами іспанського життя. Частково пасодобль заснований на бою биків. Партнер копіює рухи матадора, а його партнерка — зображає плащ (мулета), подеколи — іншого тореро, і вже тільки зрідка — бика, зазвичай переможеного фінальним ударом тореро. Характер музики відповідає процесії перед коридою.

## Історія
Див. більш докладно: Бій биків, Корида
Уперше бої биків з'явились на грецькому острові Крит, в Іспанії ж про перші вистави кориди відомо з 1700-х років.
Танець пасодобль уперше було виконано у Франції в 1920 році. У 1930-х роках він став популярним у вищому паризькому товаристві, са́ме тому чимало кроків і фігур пасодобля мають французькі назви. 
Після Другої Світової Війни пасодобль було включено в латиноамериканську програму спортивних бальних танців.

## Особливості
Основна відмінність пасодобля від інших танців полягає у позиції корпуса танцюриста з високо здійнятими грудьми, широкими і опущеними плечима, чітко зафіксованим положенням голови, стегна мають трішки іти вперед, але ніяк не живіт, у деяких рухах і позиціях нахил уперед і донизу. Така постава статури у танці відповідає характеру рухів матадора. 
Взагалі увесь набір рухів можна інтерпретувати як бій матадора з биком. Вагу тіла танцюриста перенесено вперед, притому, що більшість кроків робиться з каблука. 
Пасодобль є особливим танцем, адже для створення збільшеного акценту використовуються додаткові удари підборами черевиків по паркету.